# Christa Kempter
Christa Kempter (* 21. Juni 1945 in Ingelheim am Rhein) ist eine deutsche Kinderbuchautorin.

## Biografie
Seit 1992 arbeitet Christa Kempter freiberuflich als Autorin für Rundfunk, Fernsehen (Siebenstein) und veröffentlicht eigene Bücher, hauptsächlich für Kinder im Vorschulalter von vier bis sechs Jahren. Herr Hase und Frau Bär wurde in zwölf Sprachen übersetzt und auch in einer zweisprachigen Ausgabe veröffentlicht.
Bis zur Geburt ihres ersten Kindes war sie als Verwaltungsangestellte tätig. Sie lebt heute in Ingelheim am Rhein.

## Bücher (Auswahl)
- Meine allerschönsten Mutmachgeschichten (2002)
- Liebes kleines Schaf (2006)
- Herr Hase und Frau Bär (2008)
- Herr Hase und Frau Bär. Der große Ausflug (2009)
- Herr Hase und Frau Bär bekommen Besuch (2010)
- 11 Schafe zum Frühstück (2011)
- Meine liebsten Kindergartengeschichten (2011)
- Meine liebsten Tiergeschichten (2012)
- Herr Hase und Frau Bär feiern Geburtstag (2012)
- Meine liebsten Weihnachtsgeschichten (2013)
- Meine liebsten Ostergeschichten (2014)
- Clara, der Mond und das neue Zuhause (2014)
- Herr Hase und Frau Bär – Die lustige Schlittenfahrt (2015)
- Alle meine liebsten Gute-Nacht-Geschichten (2017)
- Der kleine Hase Schnuppernase (2018)
- Herr Hase und Frau Bär – Immer Ärger mit Frau Bär (2018)
- Doktor Maus (2020)